# Gotarz I.
Gotarz I. Partski (perzijsko گودرز يکم‎), vnuk partskega velikega kralja Friapatija, ki je prišel na oblast proti koncu burnega obdobja vladanja Mitridata II. Partskega in je vladal v delu Partskega cesarstva približno od leta 95 do 90 pr. n. št., * ni znano, † 90 pr. n. št.. 
Omenjen je samo na nekaj astronomskih tablicah iz Babilona. Izgleda, da je vladal samo v Babiloniji.